# Mesochorus orestes
Mesochorus orestes là một loài tò vò trong họ Ichneumonidae.